# Javier Álvarez (cantautor)
Javier Álvarez Fernández (Madrid, 7 de octubre de 1969) es un cantante y compositor madrileño.

## Biografía
Comenzó su actividad musical en Londres hacia 1991, trasladándose poco después a Madrid para tocar en conocidos escenarios públicos de la capital española. Forma parte de la nueva generación de cantautores madrileños que surgió en la década de 1990, en la que se incluyen también otros como Antonio de Pinto, Ismael Serrano, Miguel Dantart o Quique González.
Tras estudiar Filología Inglesa en la Universidad de Madrid se traslada a Londres en 1991 para buscar trabajo. Comenzó a actuar al adquirir su primera guitarra en la capital inglesa, regresando a España para tocar en el metro de Madrid y en el parque del Retiro. Con el tiempo pasó a ser habitual en el repertorio de bares y cafés como el Libertad 8, donde coincidió con otros cantautores como Pedro Guerra.
En el Colegio Mayor San Juan Evangelista interpretó como actor —no como cantante— la obra El balcón de Jean Genet, cuya versión de Pedro Manuel Víllora dirigía Belén Macías. El productor Gonzalo Benavides se fija en él en una de sus actuaciones en el Retiro, ofreciéndole grabar su primer disco en 1994.

## Obra
Su debut cuenta con el apoyo del entramado discográfico de EMI, que redistribuyó el álbum bajo el sello Chrysalis, y con la colaboración de artistas como Ana Belén, Víctor Manuel, Luis Pastor, Pedro Guerra o Rogelio Botanz. 
Canciones como La edad del porvenir o Uno, dos, tres, cuatro lo catapultan a la fama; asimismo, el disco contenía una versión de Casas de cartón, obra del cantautor venezolano Alí Primera. Con este disco gana el Premio Ondas al mejor Artista revelación en español en 1995.
En 1996 graba su seguido disco Dos; tres años más tarde, en 1999, aparece su disco Tres, donde experimenta con sonidos electrónicos y letras más radicales. Su tema Padre fue censurado en las principales radios musicales.
Dro East West edita sus Grandes éxitos en 2001, álbum que, a pesar de su título, se basa en versiones de temas de otros artistas, no siendo una recopilación de superventas al uso. Javier Álvarez rescata en él las canciones de su infancia para otorgarles su toque personal. Entre las canciones de este disco destacan Por qué te vas, Every breath you take o With or without you.
Dos años más tarde publicó su disco Tiempodespacio, el quinto de su carrera. Ya en 2005 publicó un disco doble llamado Plan Be. En 2009 compone la banda sonora de la película El veneno del baile, dirigida por Paco Cao. 
Su último disco, Guerrero Álvarez, está realizado a partir de poemas de Pablo Guerrero, que participa en el disco recitando sus versos. Con este disco obtiene el Premio de la música 2010 al mejor álbum de pop alternativo.

### Influencias
Sus influencias musicales proceden más del pop que de la canción de autor tradicional.
Entre sus influencias están Michael Jackson, James Taylor, ABBA, Silvio Rodríguez, Tracy Chapman, Nanci Griffith, Suzanne Vega y Emmylou Harris.

### Discografía
- Javier Álvarez, 1995
- Dos, 1996
- Tres, 1999
- Grandes éxitos, 2001, 19 versiones de grandes éxitos de otros artistas
- Tiempodespacio, 2003
- Plan Be, 2005
- El veneno del baile, 2009, banda sonora
- Guerrero Álvarez, 2009
- A, 2010, inédito, no publicado comercialmente
- 10, 2018

### Colaboraciones, versiones y recopilatorios
- con Pedro Guerra: «Ya soy mayor», en Mucho Tequila!, DRO, 1996
- con Luis Pastor: «Por los días que vendrán», en Diario de a bordo, 1998
- «¡Ay! Maricruz», en Tatuaje, 1999
- con Nieves Arilla, coros de Diego Vasallo: Canciones de amor desafinado, DRO, 2000
- con Cristina Lliso: «Cambio de planes», en A tu lado. Homenaje a Enrique Urquijo, DRO, 2000
- «Sin tu latido», en ¡Mira que eres canalla, Aute!, VIRGIN, 2000
- «Vamos a contar mentiras», en Patitos feos, DRO, 2002
- «Si no te tengo a ti», en Voy a pasármelo bien. Tributo a Hombres G, DRO, 2003
- con Antonio Vega: «Amor en vena», en Liberando expresiones. 25 años de Amnistía Internacional, Factoría Autor, 2003
- «Aserejé», en El Jueves. Versión imposible II, 2004
- «Desde o samba é samba», en Samba pa ti, Warner, 2005
- «La edad del porvenir», en 20 años de la Sala Galileo Galilei, 2005
- «Amoureux Solitaires», en Atasco en la Nacional, 2007
- «Te tengo en todo (o en casi todo)», en Hechos de nubes. Homenaje a Pablo Guerrero, Pequod, 2007
- «Cuplés babilónicos», en La Zarzuela + Pop, Factoría Autor, 2007
- «Las chicas son guerreras», en Cantos de Ghana, SED, 2009
- con Luis Pastor: «Por los días que vendrán», en Dúos, 2012
- «Por qué te vas», en Las 100 mejores canciones del pop español, 2012
- con Diego Harris: «Anda jaleo» y «Take this waltz», en Canciones y limones, 2014
- con Alfonso Gardi: «Vivo en ti», en Hijas del mañana, 2016
- con Crudezas: «Tú, mi mundo y yo», en 17 segundos en Manhattan, 2018